# جون ماكريه
جون ماكريه (بالإنجليزية: John Alexander McCrae)، ‏ (30 نوفمبر 1872 – 28 يناير 1918)، مُقدم وحاصل على MD كان جون شاعراً كندياً، وطبيباً وكاتباً، وجندياً خلال الحرب العالمية الأولى وجراحاً في معركة إيبر الثانية في بلجيكا، اشتُهر جون بسبب كتابته لقصيدة تذكارية بعد مقتل صديقه، وكانت هذه القصيدة هي تحية لأولئك اللذين لقوا حتفهم في هذه الحرب، وتدعى هذه القصيدة في حقول الفلاندرز وقد نُشرت في مجلة Punch. توفي ماكريه بسبب اصابته بمرض ذات الرئة.

## روابط خارجية
- جون ماكريه على موقع IMDb (الإنجليزية)
- جون ماكريه على موقع الموسوعة البريطانية (الإنجليزية)
- جون ماكريه على موقع ميوزك برينز (الإنجليزية)
- جون ماكريه على موقع قاعدة بيانات الفيلم (الإنجليزية)